# Station Friedeberg (Neumark) Siedlung
Station Friedeberg (Neumark) Siedlung was een spoorwegstation in de Poolse plaats Strzelce Krajeńskie.